# Курилово (Куриловське сільське поселення)
Кури́лово (рос. Курилово) — присілок у складі Кічменгсько-Городецького району Вологодської області, Росія. Входить до складу Кічмензького сільського поселення.

## Населення
Населення — 150 осіб (2010; 190 у 2002).
Національний склад (станом на 2002 рік):
- росіяни — 99 %